# عادل عبد الحميد
عادل عبد الحميد عبد الله (2 مارس 1939-) هو وزير العدل المصري سابقاً، وقد تولي منصب وزير العدل في 2 ديسمبر 2011 في حكومة كمال الجنزوري، تقلد العديد من المناصب آخرها رئيس محكمة النقض المصرية، ثم تولي منصب وزير العدل للمرة الثانية في 22 يوليو 2013 في حكومة حازم الببلاوي.

## حياته العائلية
- متزوج من السيدة / سلوى محمد توفيق المعايرجى.
- لديه ابنتان : شيرين عادل خريجة الجامعة الأمريكية، رشا عادل وكيل أول نيابة إدارية، وابن أحمد عادل مهندس باحدى شركات القطاع الخاص.

## مؤهلاته العلمية
- تخرج من كلية الحقوق جامعة القاهرة عام 1960.

## التدرج الوظيفى
- عين معاون نيابة بالنيابة العامة في 24-12-1960.
- عين مساعد نيابة بنيابة ديروط في 30-12-1961.
- عين وكيل نيابة بنيابة ديروط في 27-8-1962.
- عين وكيل نيابة من الفئة الممتازة بنيابة الجيزة في 11-9-1969.
- عين وكيل نيابة ممتازة (ب) بنيابة الجيزة في 5-10-1972.
- عين قاضيا (ب) بمحكمة الجيزة الابتدائية في 29-7-1973.
- عين قاضيا (ا) بمحكمة الجيزة الابتدائية في 25-12-1973.
- عين وكيلا بالنيابة العامة من الفئة الممتازة (ا) في 1-1-1975.
- عين رئيس نيابة (ب) بالتفتيش القضائى للنيابة العامة في 9-3-1976
- عين رئيس نيابة (ا) بمكتب النائب العام في 6-9-1977.
- عين محام عام وكيل إدارة التفتيش القضائى بالنيابة العامة في 2-8-1980.
- عين مستشارا بمحكمة النقض في 6-3-1984.
- عين نائب رئيس محكمة النقض في 29-6-1989.
- عين رئيسا للمحكمة العليا للقيم في 1-10-2006.
- عين رئيس لمحكمة النقض رئيس لمجلس القضاء الأعلى اعتبارا من 1-7-2009.

## وصلات خارجية
- عادل عبد الحميد على موقع أرشيف الشارخ.